# Rajner Ferdynand Habsburg
Rajner Ferdynand Maria Jan Ewangelista Franciszek Ignacy Habsburg (niem.: Rainer Ferdinand Maria Johann Evangelist Franz Ignaz von Österreich, ur. 11 stycznia 1827 w Mediolanie, zm. 27 stycznia 1913 w Wiedniu) – premier Austrii, generał piechoty cesarskiej i królewskiej Armii, członek dynastii habsbursko-lotaryńskiej, arcyksiążę.

## Życiorys
Był synem arcyksięcia Rainera Józefa Habsburga, wicekróla Lombardii oraz księżniczki Marii Elżbiety (córki Karola Emanuela, księcia Carignano), bratankiem cesarza Franciszka I. Jego rodzeństwem byli: Maria Karolina (1821-1844), Maria Adelajda (1822-1855), Leopold Ludwik (1823-1898), Ernest Karol (1824-1899), Zygmunt Leopold (1826-1891), Henryk Antoni Habsburg (1828-1891), Maksymilian Karol (1830-1839).
W 1857 r. został mianowany przez cesarza Franciszka Józefa I przewodniczącym Rady Państwa (wówczas organu doradczego monarchy). W latach 1861–1865 był kanclerzem (Ministerpräsident) jako nominalny szef liberalnego gabinetu Antona von Schmerlinga. Od 1872 do 1906 był naczelnym komendantem cesarsko-królewskiej Obrony Krajowej. 19 października 1874 został mianowany na stopień generała artylerii, a 15 listopada 1908 na stopień generała piechoty. Mecenas sztuki, promotor nauki, m.in. kurator Austriackiej Akademii Nauk, opiekun austriackiego Muzeum Sztuki i Przemysłu. W 1884 r. nabył za nieznaną sumę kolekcję papirusów znalezionych w Fajum, które w 1899 r. podarował Bibliotece Nadwornej (Hofbibliothek, obecnie Austriacka Biblioteka Narodowa).
W 1852 r. poślubił swoją kuzynkę arcyksiężniczkę Marię Karolinę, córkę Karola Ludwika Habsburga, księcia cieszyńskiego. Arcyksiążę Rajner oraz jego żona znani byli z działalności społecznej oraz charytatywnej i cieszyli się dużą popularnością. Uchodzili za szczęśliwe małżeństwo, jednak nie mieli dzieci. Uroczystości diamentowych godów arcyksięstwa w 1912 r. uznano za ostatnie wielkie wydarzenie w historii monarchii Habsburgów. Ulubioną rezydencją arcyksięcia aż do śmierci był jego pałac (Palais Erzherzog Rainer) w Wiedniu.
Rajner Habsburg był w latach 1852-1913 szefem Salzburskiego-Górnoaustriackiego Pułku Piechoty Nr 59. Po śmierci arcyksięcia pułk ów otrzymał jego imię „na wieczne czasy”. Tradycję tej jednostki wojskowej kontynuuje dziś Salzburski Batalion Jegrów (Jägerbataillon Salzburg „Erzherzog Rainer” – milicja) w austriackich siłach zbrojnych.

## Odznaczenia
Austro-Węgierskie
- Order Złotego Runa
- Order Świętego Stefana I klasy
- Krzyż Zasługi Wojskowej z brylantami
- Brązowy Medal Signum Laudis na czerwonej wstążce
- Medal Wojenny
- Odznaka za Służbę dla Oficerów I klasy
- Złoty Medal Jubileuszowy Pamiątkowy dla Sił Zbrojnych
- Medal Jubileuszowy Pamiątkowy dla Służby Cywilnej
- Krzyż Jubileuszowy Wojskowy

Zagraniczne
- Order Świętego Józefa (Toskania)
- Order Świętego Andrzeja Apostoła (Rosja)
- Order Świętego Aleksandra Newskiego (Rosja)
- Order Orła Białego (Rosja)
- Order Świętej Anny I klasy (Rosja)
- Królewski Order Wiktoriański I klasy (Anglia)
- Order Orła Czarnego (Prusy)
- Order Orła Czerwonego I klasy (Prusy)
- Order Legii Honorowej I klasy (Francja)
- Order Krzyża Południa I klasy (Brazylia)
- Order Annuncjaty (Włochy)
- Order Wieży i Miecza I klasy (Portugalia)
- Order Karola III z Łańcuchem (Hiszpania)
- Order Świętego Huberta (Bawaria)
- Order Korony Rucianej (Saksonia)
- Order Korony I klasy (Wirtembergia)
- Order Lwa Niderlandzkiego I klasy (Holandia)
- Order Królewski Serafinów (Szwecja)
- Order Świętych Cyryla i Metodego (Bułgaria)
- Order Leopolda I klasy (Belgia)
- Order Zbawiciela I klasy (Grecja)
- Order Świętego Januarego I klasy (Sycylia)
- Order Świętego Ferdynanda I klasy (Sycylia)
- Order Gwiazdy I klasy (Rumunia)
- Order Wierności (Badenia)
- Order Lwa Złotego I klasy (Hesja)
- Order Ludwika I klasy (Hesja)
- Order Sokoła Białego I klasy (Saksonia-Weimar)
- Order Korony Wendyjskiej (Meklemburgia)
- Order Domowy Nassauski Lwa Złotego (Holandia)
- Order Ernestyński I klasy (Saksonia)
- Order Świętego Karola I klasy (Monako)